# Sebastian Kosiorowski
Sebastian Kosiorowski (Kolbuszowa, 21 mei 1990) is een Pools voormalig voetballer die als doelman voor onder andere Helmond Sport speelde.

## Carrière
Sebastian Kosiorowski speelde in de jeugd van KKS Kolbuszowianka Kolbuszowa, Orły Rzeszów en Stal Mielec. Van 2006 tot 2008 kwam hij uit voor het tweede elftal van Korona Kielce. Hierna vertrok hij naar het Schotse Motherwell FC, waar hij niet in actie kwam. Na twee jaar keerde hij terug naar Polen, waar hij onder contract stond bij Jagiellonia Białystok, Garbarnia Kraków, LKS Mogilany, Górnik Wieliczka en Sandecja Nowy Sącz. Hij kwam als reservekeeper weinig in actie, maar wist wel eenmaal te scoren in acht wedstrijden voor Górnik Wieliczka. In het seizoen 2013/14 sloot Kosiorowski op amateurbasis aan bij Helmond Sport. Hij debuteerde in de Eerste divisie op 22 november 2013, in de met 5-1 verloren uitwedstrijd tegen Sparta Rotterdam. Hij kwam in de 61e minuut bij een 1-1 tussenstand in het veld voor aanvaller Serhat Koç, nadat doelman Wouter van der Steen een rode kaart had gekregen. Kosiorowski liet de penalty van Soufian El Hassnaoui door, en kreeg in het restant van de wedstrijd nog drie doelpunten tegen. De week erna speelde hij zijn tweede en laatste wedstrijd voor Helmond Sport, doordat Van der Steen geschorst was. Helmond Sport won met 3-1 van MVV Maastricht. In de winterstop vertrok hij naar Korona Kielce, waar hij één wedstrijd in de Ekstraklasa speelde. In 2015 beëindigde Kosiorowski zijn carrière.

### Statistieken
| Seizoen                     | Club                  | Land           | Competitie              | Competitie | Competitie | Beker | Beker | Totaal | Totaal |
| Seizoen                     | Club                  | Land           | Competitie              | Wed.       | Dlp.       | Wed.  | Dlp.  | Wed.   | Dlp.   |
| --------------------------- | --------------------- | -------------- | ----------------------- | ---------- | ---------- | ----- | ----- | ------ | ------ |
| 2006/07                     | Korona Kielce II      | Polen          | III Liga                | ?          | ?          | ?     | ?     | ?      | ?      |
| 2007/08                     | Korona Kielce II      | Polen          | –                       | –          | –          | ?     | ?     | ?      | ?      |
| 2008/09                     | Motherwell FC         | Schotland      | Scottish Premier League | 0          | 0          | 0     | 0     | 0      | 0      |
| 2009/10                     | Motherwell FC         | Schotland      | Scottish Premier League | 0          | 0          | 0     | 0     | 0      | 0      |
| 2010/11                     | Jagiellonia Białystok | Polen          | Ekstraklasa             | 0          | 0          | 0     | 0     | 0      | 0      |
| 2010/11                     | Garbarnia Kraków      | Polen          | III Liga                | 0          | 0          | ?     | ?     | 0      | 0      |
| 2011/12                     | LKS Mogilany          | Polen          | IV Liga                 | ?          | ?          | ?     | ?     | ?      | ?      |
| 2011/12                     | Górnik Wieliczka      | Polen          | III Liga                | 8          | 1          | ?     | ?     | 8      | 1      |
| 2012/13                     | Sandecja Nowy Sącz    | Polen          | I Liga                  | 0          | 0          | 0     | 0     | 0      | 0      |
| 2013/14                     | Helmond Sport         | Nederland      | Eerste divisie          | 2          | 0          | 0     | 0     | 2      | 0      |
| 2013/14                     | Korona Kielce II      | Polen          | III Liga                | 6          | 0          | ?     | ?     | 6      | 0      |
| 2013/14                     | Korona Kielce         | Polen          | Ekstraklasa             | 1          | 0          | 0     | 0     | 1      | 0      |
| 2014/15                     | Korona Kielce         | Polen          | Ekstraklasa             | 0          | 0          | 0     | 0     | 0      | 0      |
| 2014/15                     | Korona Kielce II      | Polen          | III Liga                | 3          | 0          | ?     | ?     | 3      | 0      |
| Carrièretotaal              | Carrièretotaal        | Carrièretotaal | Carrièretotaal          | 19         | 1          | 0     | 0     | 19     | 1      |
| Bijgewerkt op 14 maart 2018 |                       |                |                         |            |            |       |       |        |        |